# Кальцоне

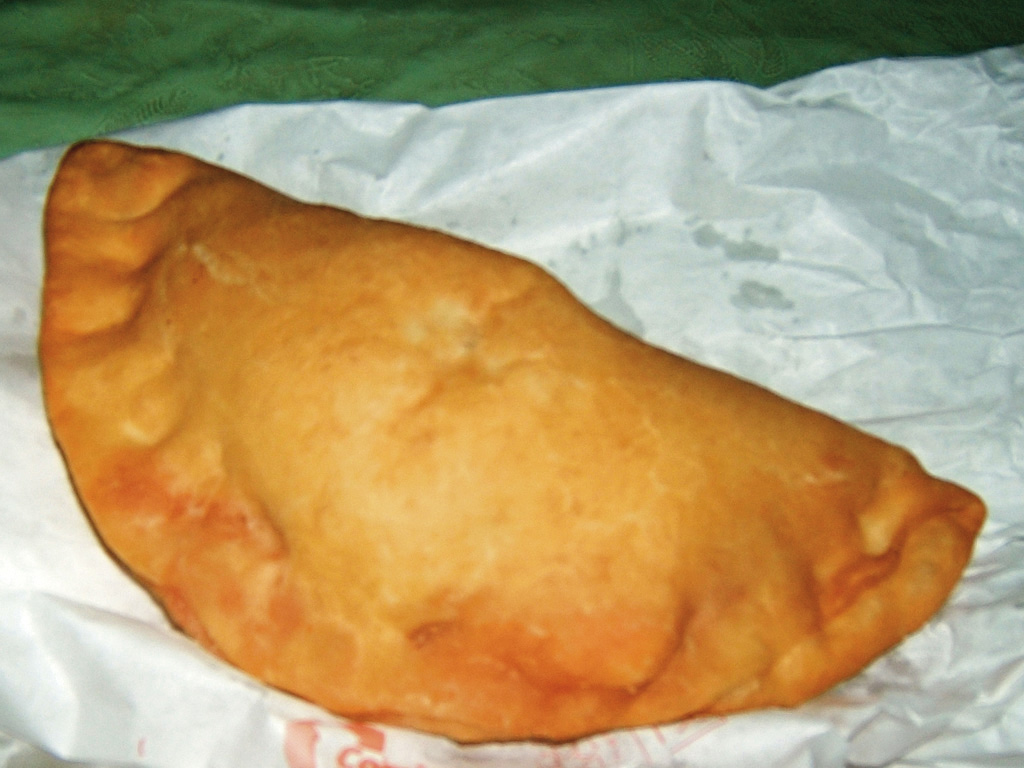
Піца кальцоне, складена «кишенькою»

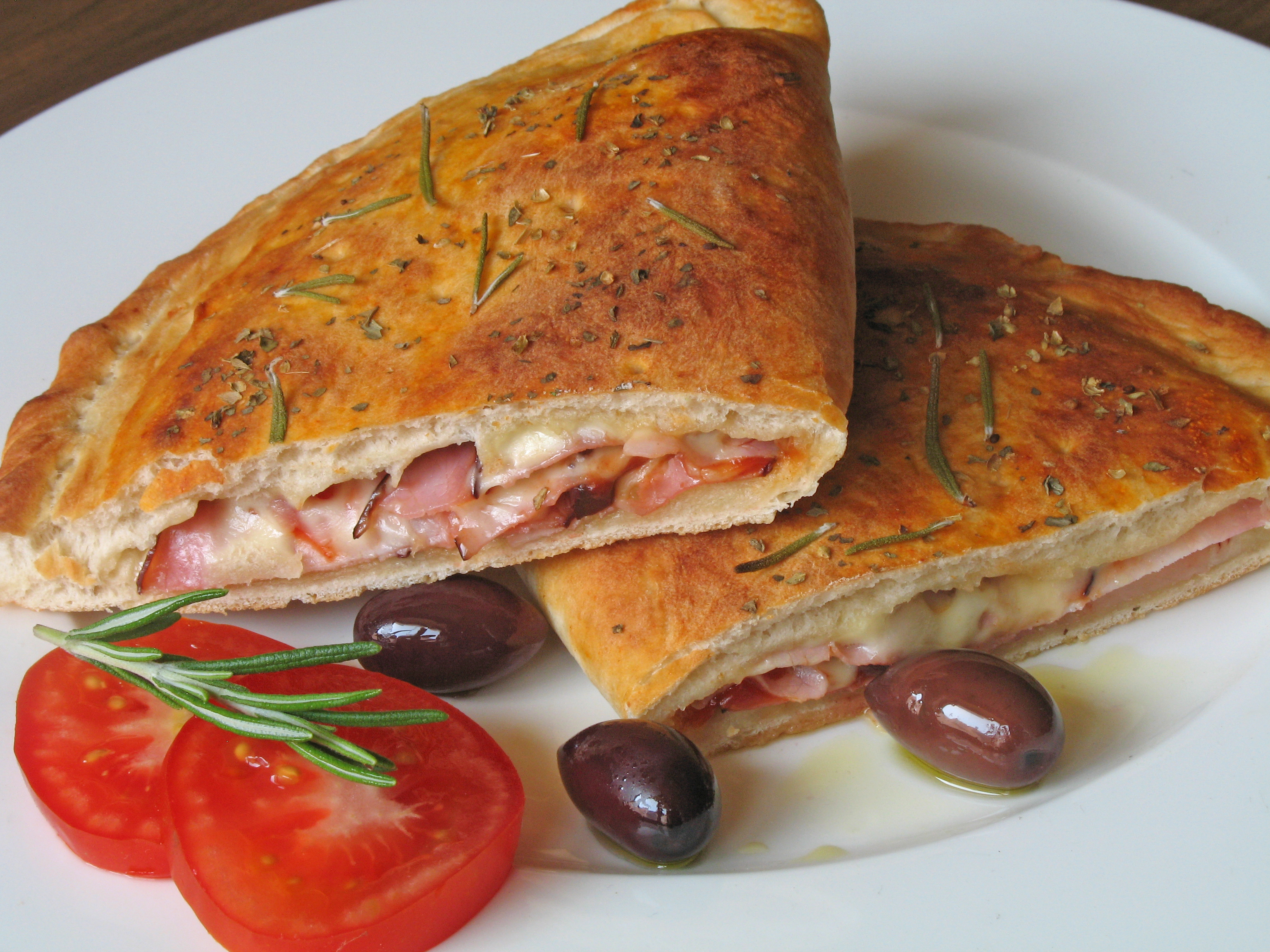
Кальцоне в розрізі

Кальцо́не або піца кальцоне (італ. pizza calzone) — італійський пиріг, що є закритою формою піци, виготовлений у вигляді півмісяця. В італійській мові кальцоне буквально означає не що інше, як штани, а в іспанській мові воно саме відноситься до підштаників, «кальсон» (calzones).
Кальцоне є типовою стравою для центральних і південних регіонів Італії. У цій країні він має й інші назви: panzerotto і panzarotto.
Первісно піца кальцоне походить з Неаполя, де вона все ще відома та популярна сьогодні як піца фрітта (італ. Pizza fritta). Назва в основному походить від того, що її печуть не в духовці, як традиційну піцу, а на сковороді на смальці або олії, як картоплю фрі. Типовою та унікальною для кальцоне є її форма півмісяця, будь-то маленького чи великого формату. Згортання тіста перед випіканням є ключовою відмінністю, яка відрізняє кальцоне від класичної піци. Складані «кишенькою» кальцоне мають велику перевагу перед класичною піцою: вони більш стійкі та пропонують більше місця для смачної начинки — тісто стає хрустким зовні і має легку скоринку, але залишається повітряним і легким всередині. Традиційно цю піцу щедро начиняють рікотою, сирою шинкою, грибами, моцарелою, пармезаном, баклажанами та орегано. Особливо в поєднанні з тертим сиром ці страви дуже ситні, а також містять багато калорій. Іноді запечене в духовці кальцоне перед подачею поливають томатним соусом, щоб воно було ще соковитішим.
В США 1 листопада святкують Національний день Кальцоне . 16 квітня 2015 року святкували міжнародний день Кальцоне.

## Виноски
1. ↑  Ntional Day Calendar